# Lamoral d'Egmont
Lamoral I de Gavere, comte d'Egmont conegut com a Lamoral d'Egmont (Lahamaide (Ellezelles al comtat de Hainaut, 18 de novembre del 1522 — Brussel·les 5 de juny del 1568) va ser un general i home d'estat de les Disset Províncies. Va ser condemnat a mort pel Tribunal dels Tumults, un tribunal d'excepció, presidit pel duc d'Alba, aleshores governador dels Països Baixos espanyols, i decapitat a la Grand-Place de Brussel·les, dins del procés de repressió instaurat per Felip II que va suposar l'execució de més de 1.000 revolucionaris. Era cavaller de l'Orde del Toisó d'Or i Gran d'Espanya.

## Biografia
El comte d'Egmont estava al front d'un de les famílies més riques i potents dels Països Baixos. Per línia paterna, una branca dels Egmonts va governar el comtat de Guelders fins que 1538. Lamoral va néixer en Lahamaide prop de Ellezelles. El seu pare era Joan IV d'Egmont, cavaller de l'Orde del Toisó d'Or. La seva mare pertanyia a una branca de cadet de la Casa de Luxemburg, i a través seu va heretar el títol de príncep de Gavere. Durant la seva joventut, va rebre educació militar a Espanya. El 1542, va heretar les propietats del seu germà gran, Carles a Holanda. L'estatus de la seva família va augmentar més a partir de 1544 quan, a Espira, en la presència de l'Emperador del Sacre Imperi Romano-germànic Carles V i de l'Arxiduc Ferdinand I, es va casar amb la comtessa palatina Sabine de Simmern, el germà de la qual esdevindria l'elector palatí Frederic III del Palatinat.
Va ser nomenat capità general dels Països Baixos per Carles V, cavaller del Orde del Toisó d'Or el 1546, i Camarlenc. Al servei de l'exèrcit espanyol, va derrotar els francesos a les batalles de Sant Quintí (1557) i Gravelines (1558). Egmont va ser nomenat stadtholder de Flandes i Artois el 1559, amb només 37 anys.
Junt amb el príncep Guillem I d’Orange i el Comte de Horn, va protestar contra la introducció de la inquisició a Flandes pel cardenal Antoine Perrenot Granvelle, bisbe d’Arras. Egmont va arribar a amenaçar amb dimitir, però quan Granvelle va deixar el càrrec, va haver-hi una reconciliació amb el rei. El 1565, trobant-se escàs de fons ja que continuava representant els Països Baixos costejant-ho personalment, Egmont anà a Madrid per implorar a Felip II un canvi de política els Països Baixos, sense obtenir més que un tracte cortès.
Poc després, es va iniciar el 'Beeldenstorm', l’atac massiu iconoclasta a esglésies catòliques als Països Baixos, i va augmentar la resistència al domini espanyol. Com a catòlic devot, Egmont deplorava la iconoclàstia i mantenia la fidelitat al rei espanyol. Però tant ell com Horn s'oposaven a la Inquisició, cosa que enfurismava Felip II.

## Execució
Quan Felip II va enviar el duc d’Alba als Països Baixos, Guillem d’Orange va decidir abandonar Brussel·les. Egmont, en canvi, rebutjant sempre qualsevol actitud que sonés a lesa majestat, es va negar a escoltar els advertiments d’Orange; així, ell i Horn van romandre a la ciutat. En arribar-hi, Alba va convidar els dos prohoms a un dinar amistós, que era un parany per detenir-los. Van ser immediatament empresonats al castell de Gant, acusats d’heretgia i alta traïció. L’esposa d’Egmont, amb els onze fills supervivents (dels tretze que havien tingut) van ser comminats a cercar refugi en un convent. El rei espanyol va rebre multitud de peticions d’amnistia d’arreu d’Europa, entre elles les de nombrosos sobirans regnants, de l'Orde del Toisó d'Or (essent-ne tots dos cavallers eren teòricament immunes a ser jutjats per no membres de l’ordre), i del seu oncle, l’emperador Maximilià II, però tot fou debades.

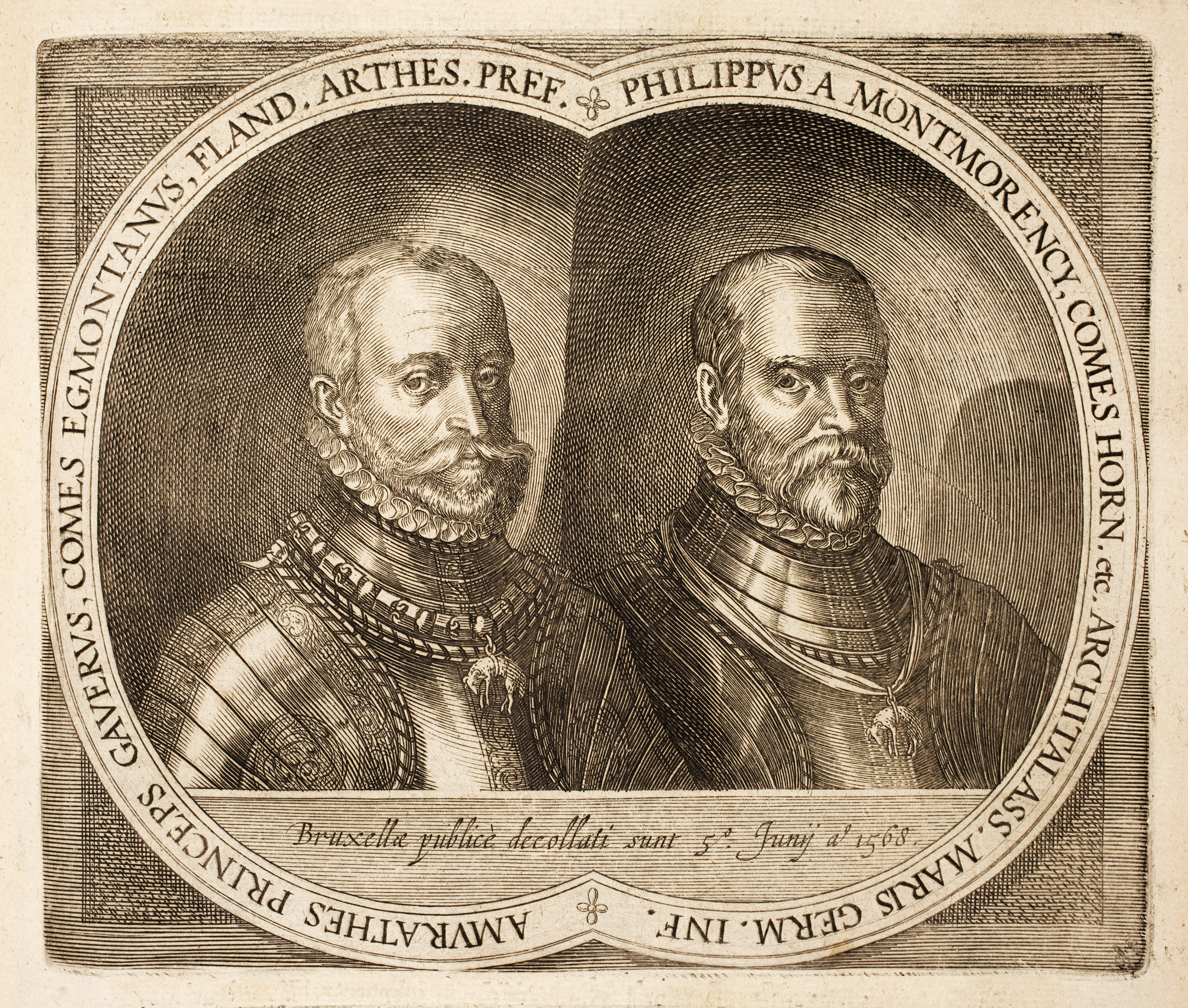
Egmont i Hoorne, per Pieter Christiaanszoon Bor: Oorsprongh, begin en vervolgh der Nederlandsche oorlogen, 1621

El 4 de juny, Egmont i Horn foren condemnats a mort i reclosos durant la nit a la Casa del Rei, a Brussel·les. El 5 de juny de 1568, tots dos foren decapitats a la Grand-Place/Grote Markt. Egmont va demostrar una gran dignitat impassible àmpliament remarcada. Les seves morts van provocar protestes públiques arreu des Països Baixos, i van contribuir a la resistència contra els espanyols.

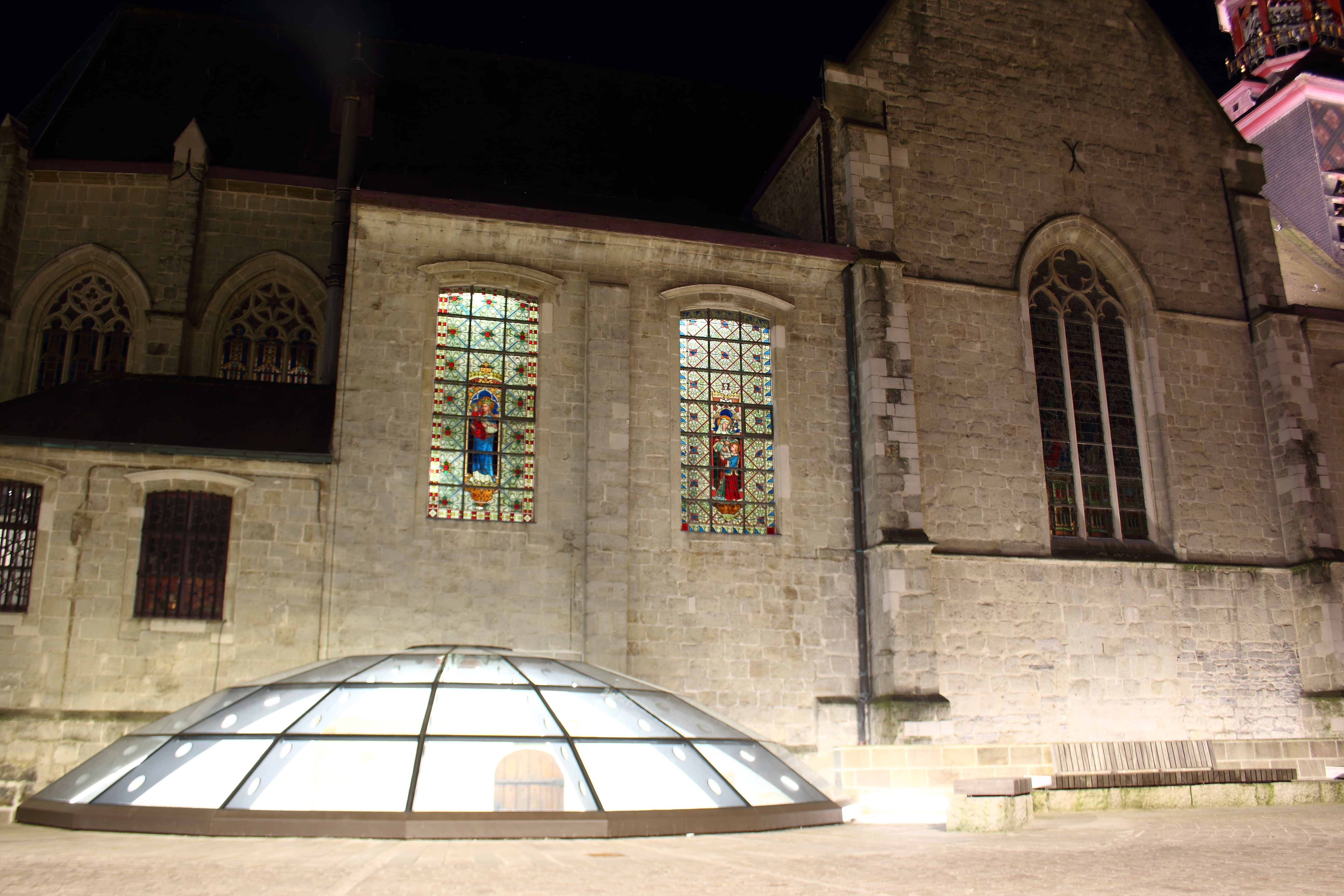
Cripta d'Egmont a Zottegem

Està enterrat, junt amb l'esposa i tres dels fills, a la Cripta d’Egmont, actualment a la Plaça del Mercat de Zottegem, ciutat on es troba el castell familiar, i on té dedicats un museu i dues estàtues. Egmont i Hoort tenen també una estàtua commemorativa a la plaça del  Petit Sablon/Kleine Zavelsquare a Brussel·les.

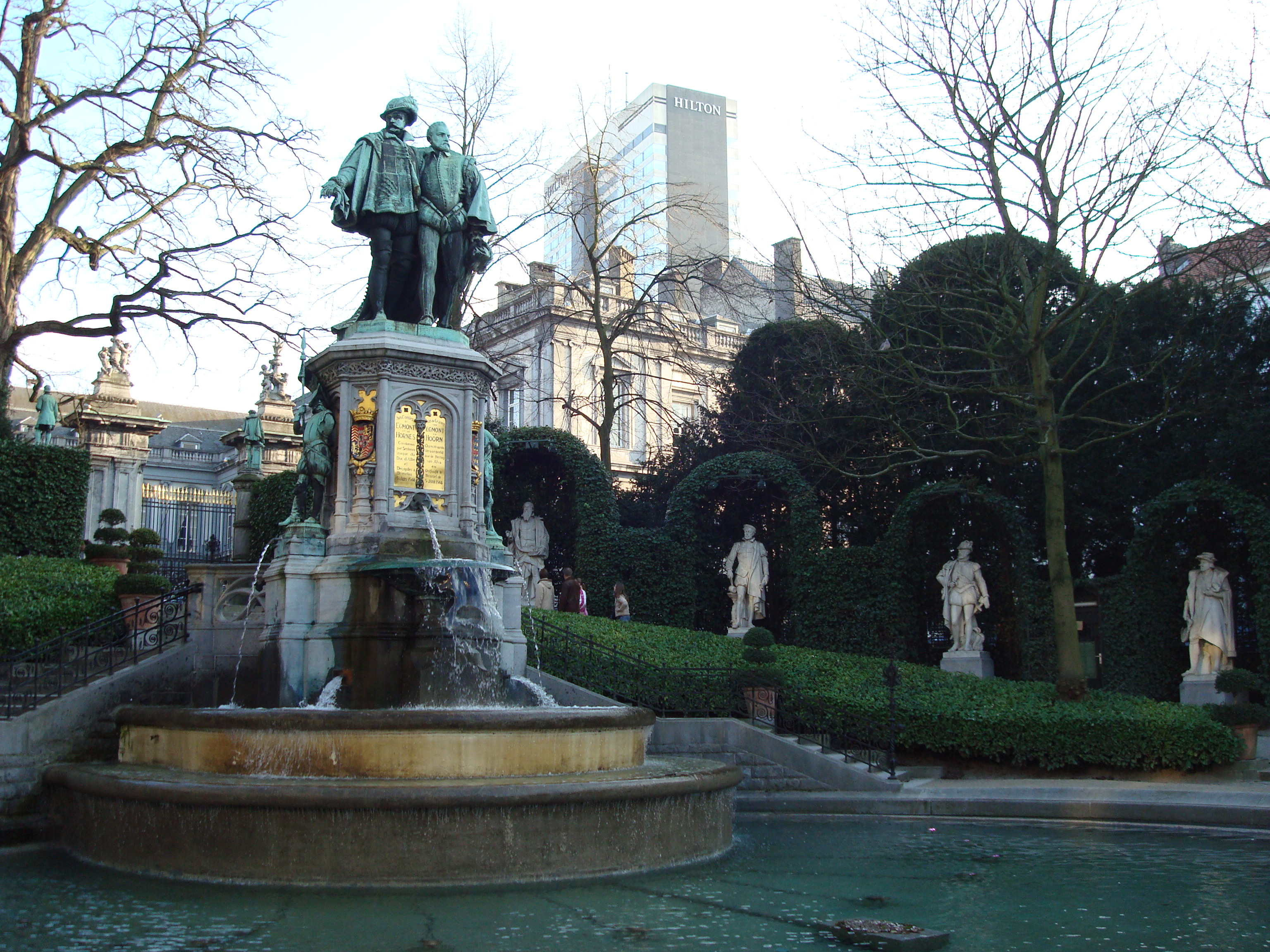
Font d’Egmont i Horn al jardí del Petit Sablon

Els càrrecs i el vast patrimoni d’Egmont van ser confiscats després de l'execució i transferits al príncep-bisbe de Lija. Per herència era comte d’Egmont (o Egmond), príncep de Gavre i van Steenhuysen, baró de Fiennes, Gaesbeke i La Hamaide, seinyor de Purmerent, Hoogwoude, Aertswoude, Beyerland, Sottenghien, Dondes, Auxy i Baer. Algunes d’aquestes possessions van ser retornades als seus hereus pel bisbe, principalment el 1600. Malgrat l’acusació de traïció i l’empobriment de la famíla, la seva neboda  Lluïsa de Lorraine -Mercœur va esdevenir reina consort de França en casar-se amb Enric III de França el 1575.

## Egmont a les arts i la literatura
El Comte d’Egmont és el personatge principal del drama de Goethe, Egmont (1787).
El 1810, Ludwig van Beethoven va compondre la música incidental per a una reposició de l’obra, composta d’una cèlebre obertura seguida de nou peces per a soprano, narrador i orquestra. El compositor sentia inclinació per aquest tema, que es corresponia amb les seves pròpies conviccions polítiques i al sentit ideal de llibertat heroica.